# Powelliphanta augusta
Powelliphanta augusta is een landslakkensoort behorend tot een geslacht dat endemisch in Nieuw-Zeeland is. Een synoniem is Powelliphanta "Augustus". De soort is vernoemd naar de plaats waar de soort werd ontdekt: Mount Augustus op de westelijke helling van het Stockton Plateau, North Westland.
De soort is carnivoor en de dieren leven in en rond vochtige plaatsen.
Verwante soorten zijn Powelliphanta lignaria en Powelliphanta patrickensis. De soort is op grond van het kleurpatroon, de oppervlaktesculptuur, schelpvorm en grootte van de schelp van beide andere soorten eenvoudig te onderscheiden. Powelliphanta augusta werd beschreven met behulp van principale componentenanalyse waarmee werd aangetoond dat introductie als nieuwe soort gerechtvaardigd was. Daarnaast werd mitochondriaal-DNA-sequencingonderzoek naar deze soorten gedaan dat de aparte soortstatus van Powelliphanta augusta eveneens bevestigde.
Powelliphanta augusta is bedreigd omdat het oorspronkelijke leefgebied grotendeels vernietigd werd door kolenmijnbouw van het Nieuw-Zeelands staatsmijnbedrijf (Solid Energy New Zealand). Er zijn op tijd reddingsacties ondernomen door dieren in gevangenschap te kweken en gevangen dieren op zeer grote schaal elders weer uit te zetten. Dit gaat niet altijd goed: achthonderd exemplaren die deel uitmaakten van een speciaal beschermingsprogramma, zijn gedood doordat de thermostaat defect was in de ruimte waar ze verbleven.